# Dorfkirche Kirch Mummendorf

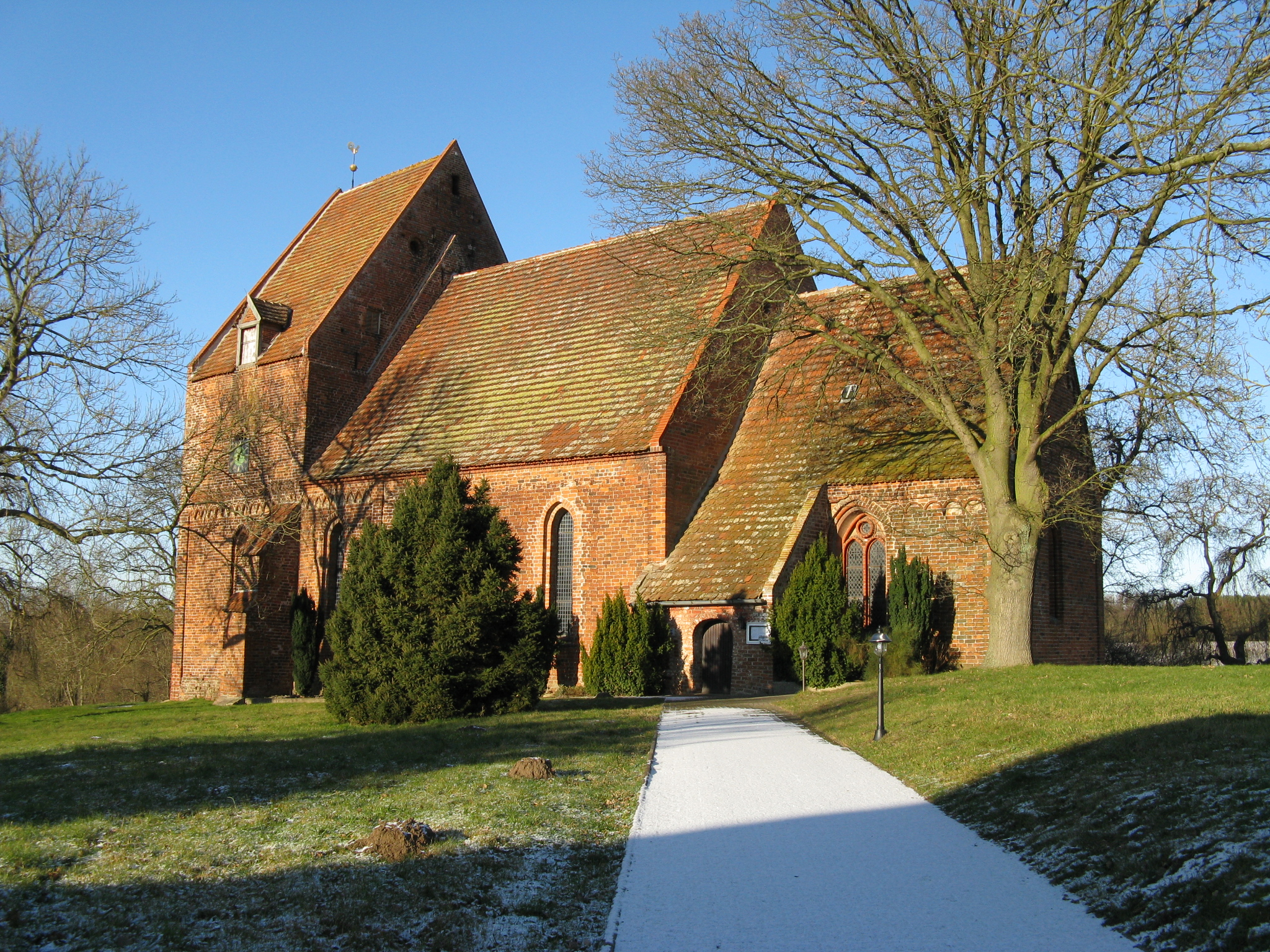
Kirche in Kirch-Mummendorf

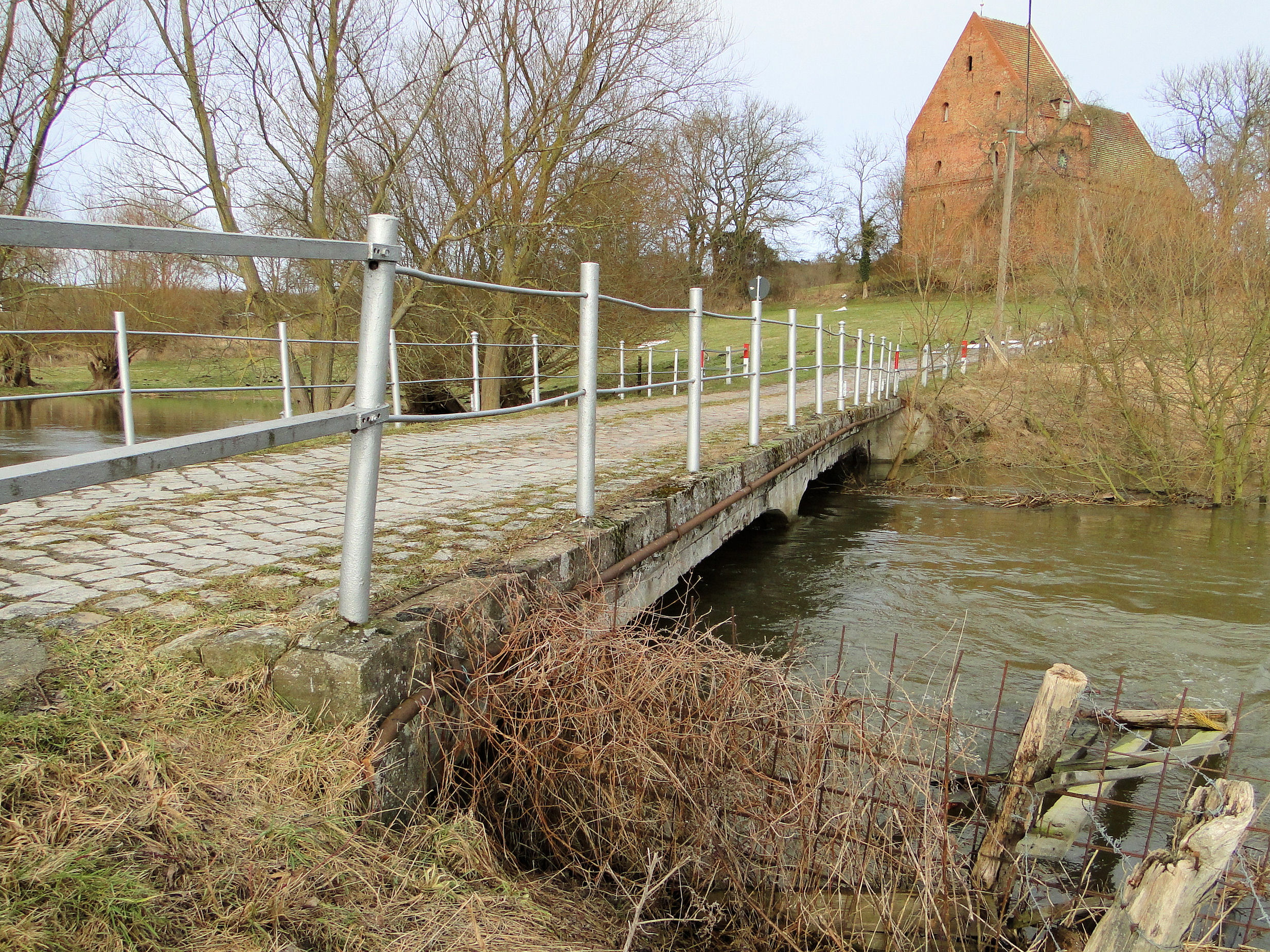
Kirchstieg über die Stepenitz (2010)

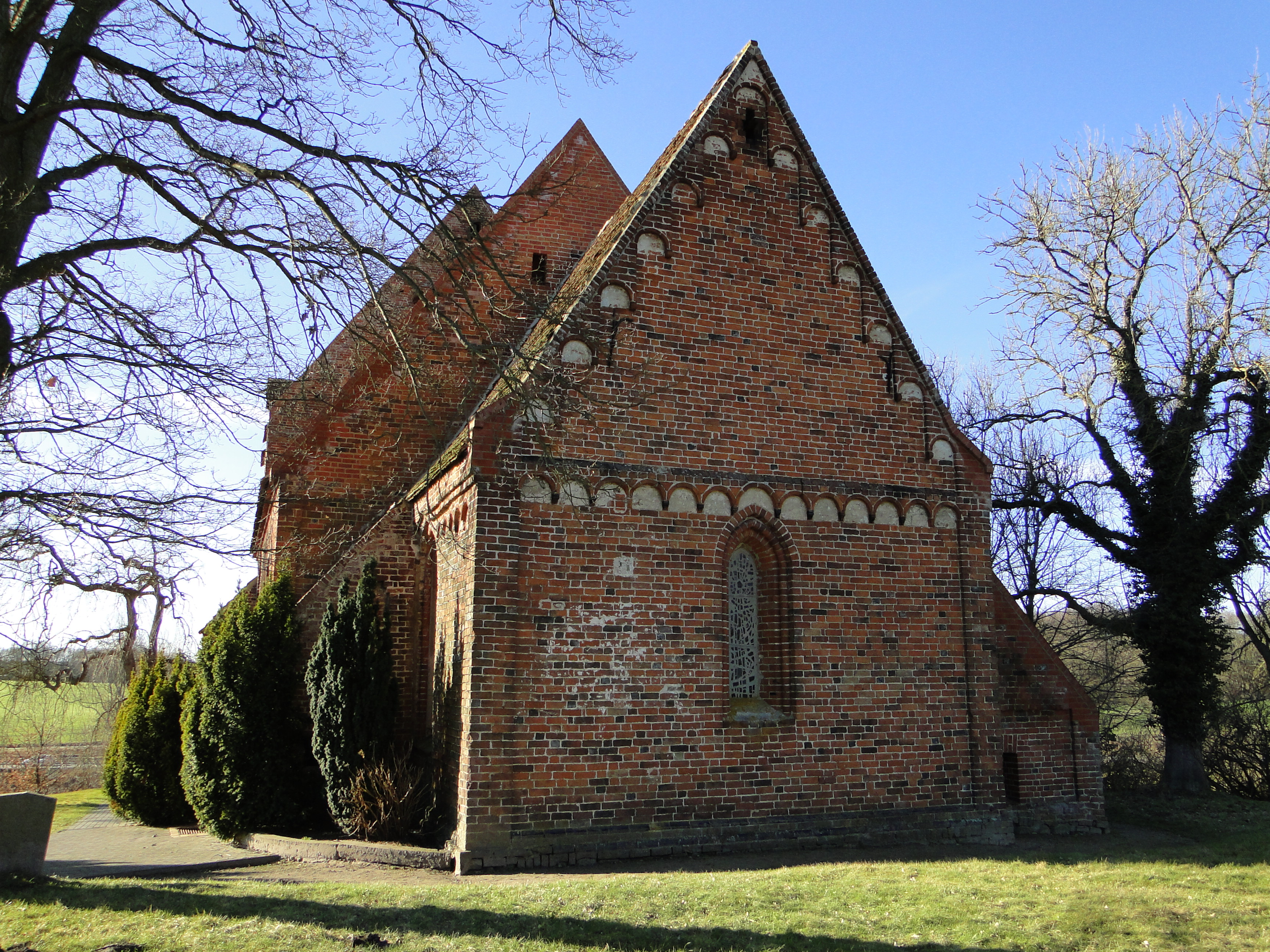
Chorgiebel mit Fenstergestaltung des 20. Jh.

Die Dorfkirche von Kirch Mummendorf ist eine frühgotische Backsteinkirche des Übergangsstils von der Romanik zur Gotik in Kirch Mummendorf in der Gemeinde Stepenitztal. Sie gehört heute zur Evangelisch-Lutherischen Kirchengemeinde Roggenstorf in der Propstei Wismar im Kirchenkreis Mecklenburg der Evangelisch-Lutherischen Kirche in Norddeutschland.

## Geschichte
Die Kirche wurde erstmals 1230 im Ratzeburger Zehntregister erwähnt und durch den Ratzeburger Bischof Ludolph I. als Bannum ab 1237 dem Dompropst in Ratzeburg zum Ausgleich für Rechtsverluste im Zusammenhang mit der Gründung des Klosters Rehna unterstellt. Zum Kirchspiel Mummendorf gehörte zunächst auch Roggenstorf, welches jedoch zwischen 1318 und 1335 selbstständiges Kirchdorf wurde. Auch Börzow wurde bereits 1298 ein eigenständiges Kirchspiel. Die Mummendorfer Kirche wurde auch durch die Weinspende Heinrich des Pilgers im Jahr 1266 bedacht. Das Kirchspiel umfasste Gebiete auf beiden Seiten der Stepenitz und damit aus beiden Teilen Mecklenburgs: die Dörfer Kirch Mummendorf, Hof Mummendorf, Roxin, Mallentin, Tramm (heute Gemeinde Roggenstorf) und Hanstorf/Benediktenwerk und auf der anderen Seite der Stepenitz, über die ein eigener Kirchstieg führt, die Bauerschaften Papenhusen, Rüschenbeck und Rodenberg im Landesteil Ratzeburg.

## Baugeschichte
Die Kirche ist ein Backsteinbau aus der zweiten Hälfte des 13. Jahrhunderts. Sie besteht aus dem querrechteckigen Kirchturm, Kirchenschiff und dem für die Bauzeit in dieser Gegend Mecklenburgs typischen Kastenchor mit angebauter Nordsakristei, der bei unklarer Baugeschichte ältester Teil der Kirche ist. Alle Baukörper (auch der Turm) sind mit Satteldächern bedeckt, deren Firste in West-Ost-Richtung verlaufen. Beachtenswert ist, dass einzelne (vermutlich wiederverwendete) Balken der Kirche auf das Jahr 1026 datiert wurden. Auffällige Gestaltungselemente der Romanik sind die romanischen Lisenen und Rundbogenfriese am Giebel des Chors. Im Innern des Chors befinden sich frühgotische kuppelförmige Kreuzgewölbe mit aufgelegten Bandrippen über den Konsolen. Das breite Schiff der Mummendorfer Kirche weist hingegen eine flache Decke mit Gewölbeansätzen, ursprünglich vielleicht zweischiffig, auf.
Die Kirche wurde vielfach umgebaut und restauriert. Bei einer größeren Renovierung von 1964 bis 1969 wurden die spitzbogigen Fensterschlitze im Hauptschiff wiederhergestellt. Die Emporen wurden verkürzt, der Altarraum neu gestaltet und das Ostfenster erhielt ein Fenster in Betonglastechnik von Lothar Mannewitz. Die Wiedereinweihung der Kirche erfolgte am 22. Juni 1969.

## Ausstattung
Zur Ausstattung gehörte der barocke Altar von 1749, der um 1860 eine gemalte Kruzifix-Darstellung von Theodor Fischer-Poisson erhielt und bei der Kirchenrenovierung in den 1960er Jahren durch ein gotisches Kruzifix ersetzt wurde, das vorher auf einer der Emporen hing. Der Kanzelkorb mit geschnitzten Figuren stammt aus der Spätrenaissance zweiten Hälfte des 17. Jahrhunderts. An der Brüstung befinden sich Nischenfiguren des Salvator mundi und der Apostel Andreas, Paulus, Petrus und Johannes. Neben der Taufe aus dem 17. Jahrhundert mit einer Messingschale als Einlage ist auch der gotische Taufstein aus Granit erhalten. Zwei Zinnleuchter von 1729 wurden 1992 gestohlen.

### Orgel
1794 erfolgte durch den Dobbertiner Orgelbauer Heinrich Schmidt die Umsetzung einer Hausorgel aus Lübeck.
Die heutige Orgel (I/P/5+1T) mit dem klassizistischen Prospekt von 1846/1854 ist ein Werk des Orgelbauers Friedrich Friese II unter Mitwirkung des Sohnes Friedrich Friese III. Sie wurde 1935 durch Marcus Runge und zuletzt 1999 restauriert.

### Glocken
Nach Friedrich Schlie verfügte die Kirche 1898 über drei Glocken: Die größte Glocke wurde 1730 von dem Lübecker Ratsgießer Laurentius Lorenz Strahlborn gegossen und führte neben einer Versinschrift auch den Namen des damaligen Patrons der Kirche Herzog Carl Leopold und des Pastors auf. Die mittlere Glocke aus dem Jahr 1597 trug ebenfalls eine Inschrift mit Hinweis auf den Glockengießer Clawes Bincke, also Claus Bincke in Wismar. Die kleinste und älteste Glocke wurde 1425 gegossen; sie ist unter der Inschrift mit der gotischen Minuskel „m“ versehen, möglicherweise ein Gießerzeichen. Im Zweiten Weltkrieg mussten zwei dieser Glocken abgeliefert werden, von denen nur eine auf dem Hamburger Glockenfriedhof bei Kriegsende wiedergefunden wurde, so dass nach ihrer Rückkehr 1949 zwei Glocken vorhanden waren, die 1960 eine elektrische Läutemaschine erhielten.

### Uhrwerk

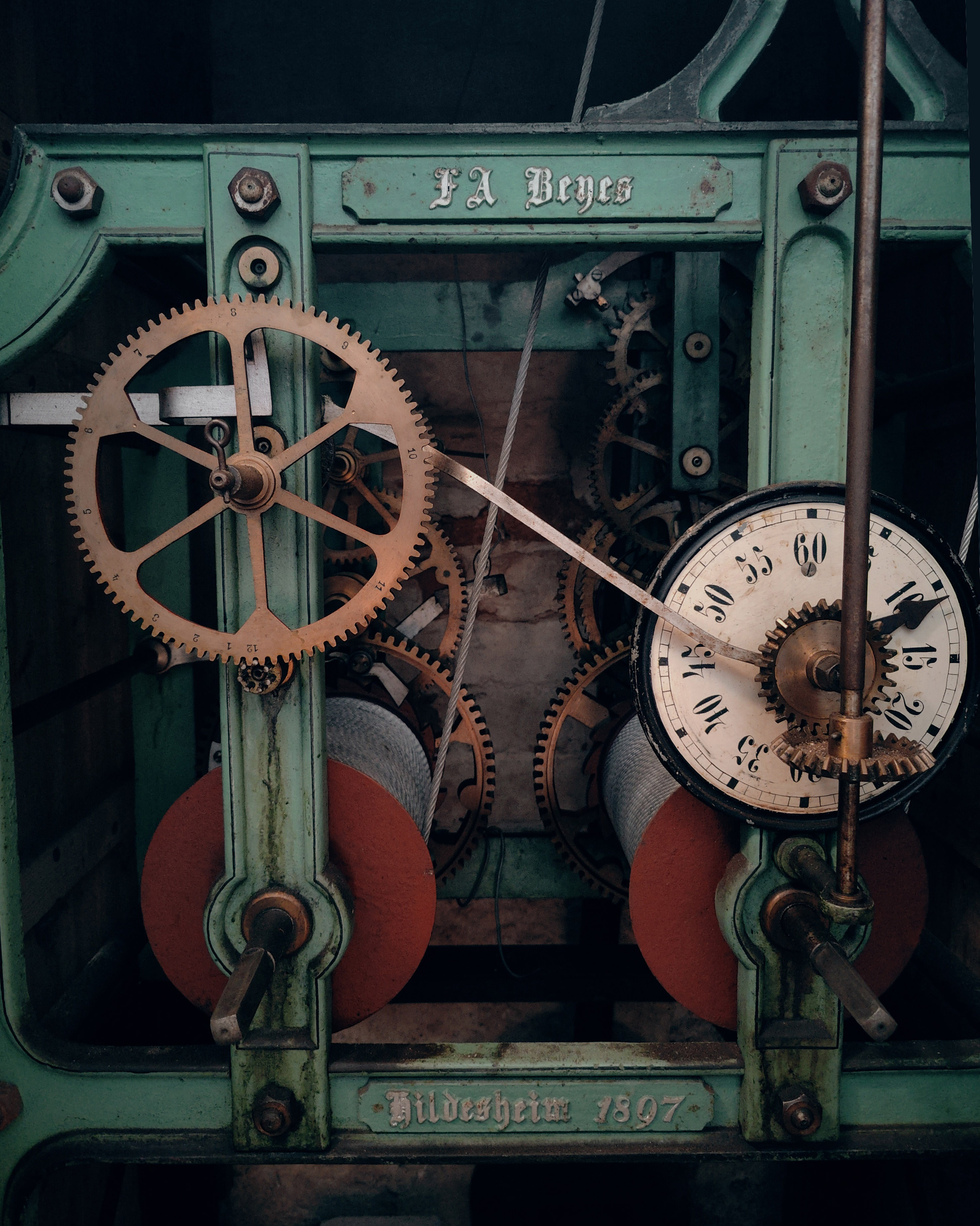

Im Fuß des Turms auf der linken Seite wurde ein Uhrwerk des Großuhrenmachers F. A. Beyes aus Hildesheim verbaut. Sie trägt die Jahreszahl 1897. Über eine Stange werden zwei Ziffernblätter angetrieben, die sich auf der Nord- und Südseite des Turms befinden. Viertelstündlich erfolgt ein Glockenschlag auf den Glockensaum der älteren noch erhalten Glocke aus dem Jahr 1597. Das Uhrwerk war lange Jahre funktionslos. Es wurde durch einen pensionierten Ingenieur und zwei Dorfbewohner wieder in Gang gesetzt. Gepflegt und aufgezogen wird sie durch den Glockenwart des Kirchenförderkreises Kirch Mummendorf.

## Sonstiges
Am Kirchturm befindet sich eine Höhenmarke des Ur-Nivellements (1868–1918) der Königlich Preußischen Landesaufnahme mit der damaligen Höhe von 15,641 m über Normal-Null.